# Вівсянка білоброва
Вівсянка білоброва (Emberiza cabanisi) — вид горобцеподібних птахів родини вівсянкових (Emberizidae).

## Назва
Вид названий на честь німецького орнітолога Жана Луї Кабаніса.

## Поширення
Поширений у більшій частині Африки на південь від Сахари в його природних місцях проживання — субтропічних або тропічних сухих лісів та сухої савани.

## Підвиди
- Emberiza cabanisi subsp. cabanisi
- Emberiza cabanisi subsp. cognominata (Grote, 1931)
- Emberiza cabanisi subsp. orientalis (Shelley, 1882)